# Dobrkovice
Dobrkovice település Csehországban, a Zlíni járásban. Dobrkovice Biskupice, Pašovice, Uherský Brod, Velký Ořechov és Kaňovice településekkel határos. Lakosainak száma 245 fő (2024. január 1.).

## Népesség
A település lakosságának változását az alábbi diagram mutatja:
| Lakosok száma | 223  | 259  | 330  | 342  | 329  | 278  | 251  | 252  | 241  | 245  |
|               | 1869 | 1890 | 1921 | 1950 | 1980 | 2001 | 2017 | 2019 | 2022 | 2024 |